# Momotaro

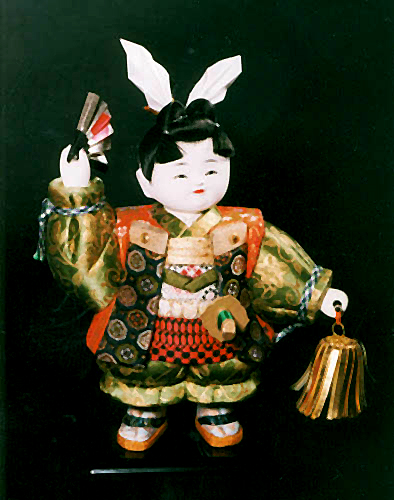
Porslinsdocka av Momotarō

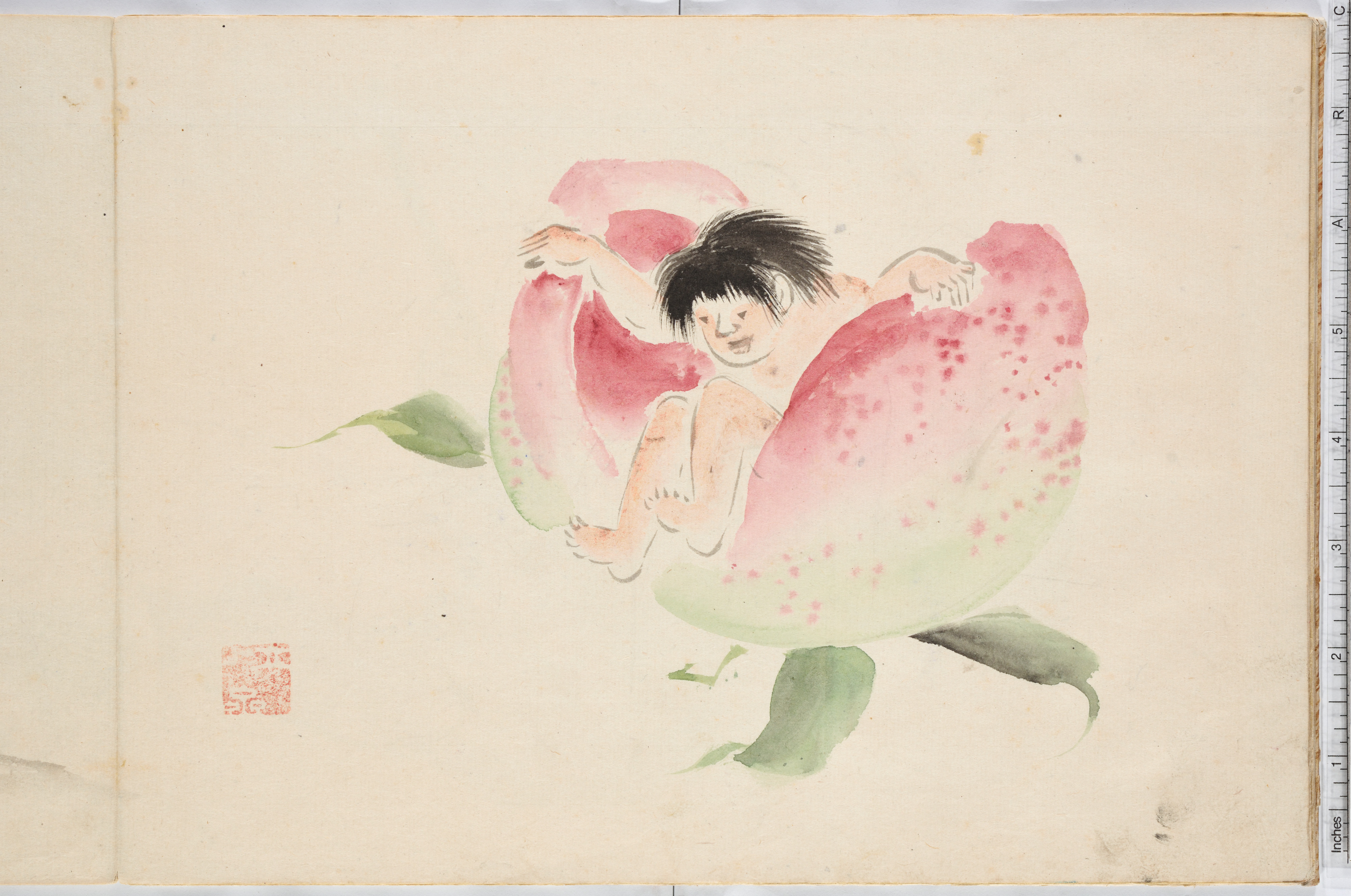
Momotaros födelse. Målning av Ichiryusai Hiroshige (ca 1850)

Momotarō (桃太郎) var en hjälte i japansk mytologi som föddes ur en persika. När han vuxit sig stor och stark, åtog han sig att bekämpa demonerna på oni-ön. Han fick hjälp av en apa, en hund och en fasan, som han fick sällskap med på vägen dit genom att bjuda på sin matsäck av läckra hirsbollar.
Folksagan finns i svensk översättning av Ida Trotzig i hennes bok med 27 stycken Japanska Sagor (1911). Här kallar hon oni för troll..

## Momotarōs Sång
Det finns en populär barnvisa om Momotarō vid namn Momotarō-san no Uta (Momotarō's Sång), som publicerades för första gången 1911. Textens upphovsman är inte återgiven. Melodin skrevs av Teiichi Okano. De två första stroferna och deras översättning, är följande:
|  |
|  |

| "Momotarō-san no uta"          | 桃太郎さんの歌             | "Momotarōs sång"                        |
| ------------------------------ | -------------------------- | --------------------------------------- |
| Momotarō-san, Momotarō-san     | 桃太郎さん、桃太郎さん     | Momotarō, Momotarō                      |
| Okoshi ni tsuketa kibidango    | お腰につけたきびだんご     | Hirsbollarna fästa vid din midja        |
| Hitotsu watashi ni kudasai na? | 一つ私に下さいな！         | Skulle du kunna ge mig en?              |
| Yarimashō, yarimashō           | やりませう、やりませう     | Jag ger dig en, jag ger dig en          |
| Kore kara oni no seibatsu ni   | これから鬼の征伐に         | Om du följer med mig för att erövra oni |
| Tsuite kuru nara agemashō      | ついてくるならあげましょう | Så får du en                            |